# Католицька церква в Малі
Като́лицька це́рква в Малі́ — друга християнська конфесія Малі. Складова всесвітньої Католицької церкви, яку очолює на Землі римський папа. Керується конференцією єпископів. Станом на 2004 рік у країні нараховувалося близько 227 000 католиків (1,51% від усього населення). Існувало 6 діоцезій, які об'єднували 42 церковних парафій.  Кількість  священиків — 150 (з них представники секулярного духовенства — 79, члени чернечих організацій — 71), постійних дияконів — 0, монахів — 88, монахинь — 280.

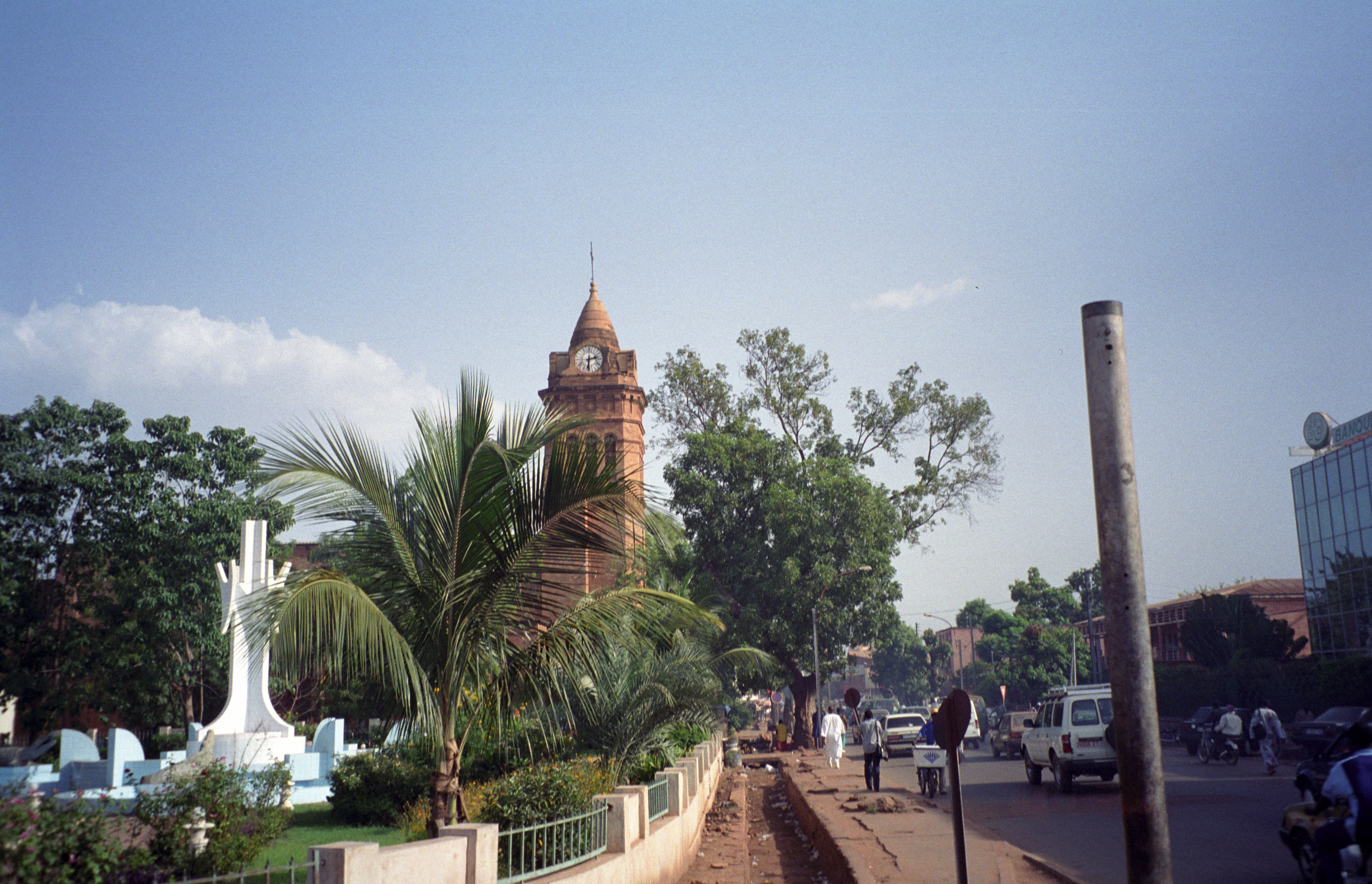
Собор Святого Серця - кафедральний собор у Бамако